# Victoria Libertas Pesaro
O Victoria Libertas Pesaro, também conhecido como Carpegna Prosciutto Pesaro por motivos de patrocinadores, é um clube profissional situado na cidade de Pésaro, Marcas, Itália que atualmente disputa a Liga Italiana. Foi fundado em 1946 e manda seus jogos na Arena Adriática com capacidade para 10 323 espectadores.

## Títulos
Total de títulos: 5

### Competições Domésticas

#### Liga Italiana
- Campeão (2): 1987-88, 1989–90

#### Copa da Itália
- Winners (2): 1984-85, 1991–92

### Competições Europeias
Copa Saporta
- Campeões (1): 1982-83
- Finalista (2): 1985-86, 1986-87

Copa Korać
- Finalista (2): 1989-90, 1991-92

## Jogadores Notáveis
| - Sandro Dell'Agnello - Paolo Conti - Ario Costa - Agide Fava - Franco Bertini - Vincenzo Esposito - Dan Gay - Andrea Gracis - Walter Magnifico - Sandro Riminucci - Antonello Riva - Mike Sylvester - Renzo Vecchiato - Silvio Gigena - Jason Smith - Peter Guarasci - Hanno Möttölä - Teemu Rannikko - Yann Bonato - Robert Archibald - Ken Lacey - Mindaugas Žukauskas - Miroslav Berić - Aleksandar Đorđević - Marko Milič - Marko Tušek - Juan Manuel Moltedo - Zeljko Jerkov - Dragan Kićanović - Aleksandar Petrović | - Greg Ballard - Joseph Blair - Myron Brown - Melvin Booker - Darwin Cook - Lloyd Daniels - Tony Dawson - Todd Day - Darren Daye - Larry Drew - Bud Eley - Rodney Elliott - Alphonso Ford - Corey Gaines - Dean Garrett - Chris Gatling - Clarence Gilbert - DeMarco Johnson - George McCloud - Aaron McGhee - Lance Miller - Scoonie Penn - Norm Richardson - Charles Smith - Kevin Thompson - James White - Rodney White - Haywoode Workman - Austin Daye |

## Treinadores Notáveis
- Petar Skansi
- Valerio Bianchini
- Sergio Scariolo
- Marco Crespi Referências

1. ↑  «Legabasket». 195.56.77.208. Consultado em 22 de maio de 2016